# Thulusdhoo
Thulusdhoo (malediw. ތުލުސްދޫ) – wyspa na Malediwach, stolica atolu Kaafu. Według danych na rok 2014 liczyła 1408 mieszkańców.